# Elizabeth Siddal
Elizabeth Siddal (ur. 25 czerwca 1829 w Holborn; zm. 11 lutego 1862) – modelka prerafaelitów, poetka i malarka.
Lizzie Siddal jako modelka została odkryta przez malarza Waltera Deverella w 1849. Deverellowi pozowała jako Viola do obrazu Twelfth Night. W tym czasie Lizzie pracowała w sklepie kapeluszniczym. Deverell wprowadził Siddal do Bractwa Prerafaelitów. Siddal pozowała Rossettiemu i Johnowi E. Millais’mu do obrazu Ofelia.
W 1852 zrezygnowała z pracy w sklepie i zamieszkała z Rossettim, który przedstawił ją swojej siostrze Christinie. Siddal była uczennicą, muzą i kochanką, a później żoną Rossettiego. W 1854 napisała Fragment of a Ballad i zajmowała się malarstwem i ilustrowaniem książek. W 1855 krytyk John Ruskin wykupił wszystkie prace Siddal i stał się jej mentorem. 
Zmarła na skutek przedawkowania laudanum w 1862.